# Tindastóll
Tindastóll är ett berg i republiken Island. Det ligger i regionen Norðurland vestra, 210 km nordost om huvudstaden Reykjavík. Toppen på Tindastóll är 989 meter över havet.
Trakten runt Tindastóll är nära nog obefolkad, med mindre än två invånare per kvadratkilometer. Närmaste större samhälle är Sauðárkrókur, nära Tindastóll. Trakten runt Tindastóll består i huvudsak av gräsmarker.